# Albert von der Osten
Albert Heinrich von der Osten (ur. 1 marca 1811 w Geiglitz, Powiat Regenwalde, zm. 16 września 1887 w Berlinie) – pruski generał-major.

## Kariera wojskowa
- Był synem właściciela ziemskiego z Iglic Lupolda von der Osten (1776–1823). Jego brat to Leopold von der Osten[1] Wstąpił do armii pruskiej na ochotnika.
- W październiku 1825 awansowany na podporucznika
- W październiku 1837 został adiutantem 1 batalionu
- W kwietniu 1845 został mianowany adiutantem pułkowym
- W listopadzie 1846 awansowany do stopnia porucznika
- W 1848 brał udział w bitwie pod Trzemesznem, gdzie tłumił powstanie wielkopolskie (1848)
- W latach 1849/50 dowodził 2. Batalionem Rezerwy Połączonej jako dowódca kompanii
- W listopadzie 1850 został kapitanem i dowódcą kompanii
- W czerwcu 1857 awansowany do stopnia majora
- W maju 1860 został dowódcą batalionu
- W październiku 1861 awansowany do stopnia podpułkownika
- W czerwcu 1864 awansowany na pułkownika
- W czasie wojny prusko-austriackiej dowodził pułkiem
- Po traktacie pokojowym za swoją służbę otrzymał Order Korony III Klasy z mieczami
- We wrześniu 1867 został mianowany dowódcą 35. Brygady Piechoty
- W marcu 1868 awansował do stopnia generała-majora
- W maju 1869 uzyskał uprawnienia emerytalne
- Otrzymał Order Orła Czerwonego II klasy z liśćmi dębu
- W latach 1870/71 był dowódcą brygady na czas wojny (Wojna francusko-pruska)
- W sierpniu 1871 odznaczony Orderem Korony II klasy z mieczami.
- Zmarł w stanie wolnym i został pochowany 19 września 1887 w Berlinie na cmentarzu Hasenheide.